# Avenue de la Porte-d'Orléans
L'avenue de la Porte-d'Orléans est une voie du 14e arrondissement de Paris, en France.

## Situation et accès
L'avenue de la Porte-d'Orléans est une voie située dans le 14e arrondissement de Paris. Elle débute avenue Paul-Appell, Place Édith-Thomas et rue de la Légion-Étrangère et se termine boulevard Romain-Rolland dans le prolongement de l'avenue Aristide-Briand à Montrouge.

## Origine du nom

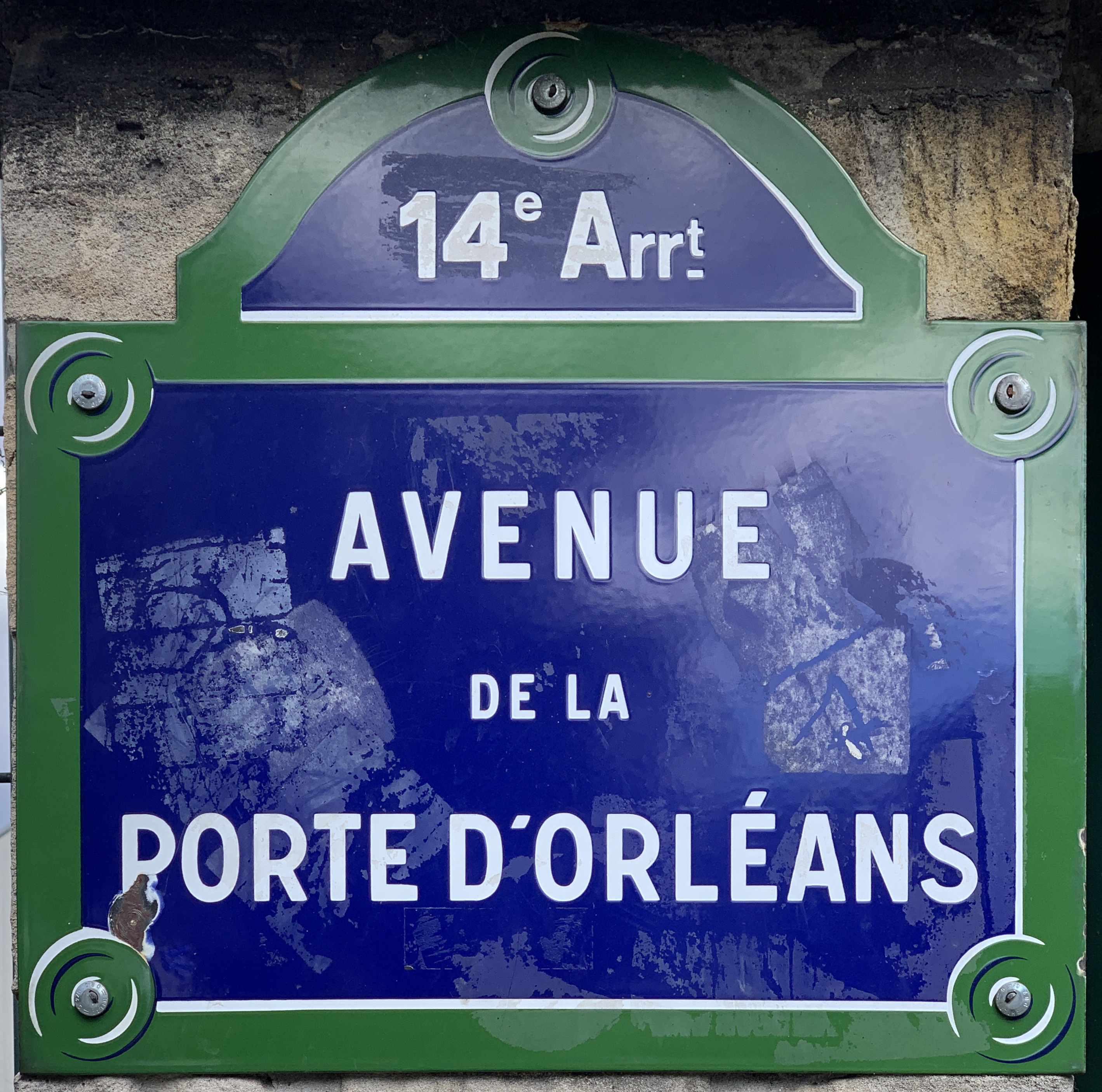
Plaque de l'avenue.

Elle porte ce nom car elle est située en partie sur l'emplacement de l'ancienne porte d'Orléans de l'enceinte de Thiers à laquelle elle mène.

## Historique
La voie a été créée en 1929 à la place de la partie de la route d'Orléans annexée par la ville de Paris aux dépens de Montrouge en 1925.